# 張光
張 光（ちょう こう、259年 - 313年）は、中国西晋時代の将軍・政治家。字は景武。江夏郡鍾武県の出身。

## 生涯
身長は八尺あり、顔は美しく整っており、美しく響く声をしていた。彼の家は代々部曲（私兵）を持っていたという。
若い頃、江夏郡守の属官となり、後に牙門将に移った。呉征伐に功績を挙げ、江夏西部都尉・北地都尉と昇進を重ねた。
元康元年（291年）、趙王司馬倫が関中都督となると、刑賞が不公平であった事から氐・羌の反乱を招いた。北地郡太守張損は戦死し、郡県の吏士も多数が命を落とした。この時、張光は百人余りを率いて馬蘭山の北を守っていたが、百日以上に渡って賊の包囲を受けた。張光は将士を励まし、幾度も奇兵を出して賊を破った。だが、その兵は少なく友軍も遠く離れていたので、張光は敗死を覚悟した。梁王司馬肜が司馬索靖を派遣して救援させると、張光軍の兵はみな号泣したという。無事に長安に帰還すると、司馬肜は上表して「張光は隔絶した地で包囲を受けながら、耿恭のような忠節を尽くしました。厚く褒賞を与え、忠を尽くす人々への見返りを体現されますように」と述べた。これにより、新平郡太守に抜擢されて鼓吹を加えられた。
永安元年（304年）、雍州刺史劉沈が密詔を受けて河間王司馬顒の討伐に赴くと、張光は兵を興してその援護に当たった。劉沈は秦州刺史皇甫重に重任を委ねていたが、皇甫重は自らが関西の名族であることから張光を軽んじており、その献策を採用しなかった。雍州・秦州の軍が敗れると、張光は司馬顒に捕えられた。司馬顒は「起兵してどのような計略を画策したのだ」と責めたが、張光は表情を厳しくして「劉雍州が我が計を用いなかったからこそ、大王は今生きておられるのですぞ！」と答えた。司馬顒は彼を豪壮であるとして、罪には問わずに祝宴に参加させた。さらに、上表して右衛司馬に任じた。
永興2年（305年）末、右将軍陳敏が江南で決起すると、張光は司馬顒により順陽郡太守・陵江将軍に任じられ、歩兵・騎兵五千を率いて荊州へ赴いて討伐に当たった。荊州刺史劉弘は張光を重んじ、南楚の傑物なりと称賛した。劉弘は司馬顒と対立していたので、南陽郡太守衛展は劉弘へ「張光は太宰（司馬顒）の腹心であるので、これを斬って態度を明確になさるべきです」と進言したが、劉弘は「太宰の失政は張光の罪ではない。人を危めて自分の安全を求めるのは君子の成すことではない。」と言って取り合わなかった。江夏郡太守陶侃は陳敏軍の大将である銭端と長岐において対峙すると、襄陽郡太守皮初は歩兵を統率し、張光は伏兵を率いて待ち伏せし、武陵郡太守苗光は水軍を率いて沔水に潜んだ。皮初らが交戦を始めると、張光は伏兵を発してこれに応じ、賊軍を大破させた。劉弘は張光の勲功を上表し、官位を昇格させるよう朝廷に上書した。
永嘉2年（308年）、張光は材官将軍・梁州刺史に昇進した。
梁州刺史を授かる以前、秦州人の鄧定ら二千家余りが食糧を求めて漢中へ入り、成固を拠点として掠奪を為していた。梁州刺史張殷は巴西郡太守張燕を派遣して討伐に当たらせたが、張燕は鄧定から賄賂を受けて攻撃を止めてしまった。すると、鄧定は密かに成漢の李雄と結託し、李雄は折衝将軍李離らを派遣して張燕に大勝した。成漢軍が漢中に迫ると、漢中郡太守杜正沖は魏興へと逃走し、張殷もまた官を捨てて逃走した。
張光は梁州に赴任する事が出来なかったので、やむを得ず魏興に留まり、各地の郡守と会合して失地回復の計略を為した。張燕は「漢中は荒廃している上に強盛な賊が近くにおり、回復するには英雄の到来を待ってからにすべきです」と述べると、杜正沖は「張燕は賊から金銀を受け取って攻め手を緩めました。その為に我が軍は勢いを失い、賊軍は休息を得る事が出来ました。漢中を失陥したのは、張燕の罪に他なりません」と声をあげると、張光は怒って張燕を叱責し、処刑して見せしめとした。張光は軍隊を整備すると、数年に渡り幾度も成漢と交戦を行い、永嘉5年（311年）には遂に漢中を奪還した。彼は開墾に励む百姓を安撫したので、皆喜んで服従した。ここにおいて張光は漢中を鎮守することとなった。
建興元年（313年）4月、王如（南陽で反乱を起こすも討伐された）の残党である李運・王建らが襄陽から三千家余を率いて漢中に流入すると、張光は参軍晋邈に兵を与え、黄金谷で防衛に当たらせた。だが、晋邈は李運から莫大な賄賂を受け取ったので、彼らを受け入れるよう張光へ進言した。張光はこれに従って成固に居住させることとした。晋邈は李運がまだ多くの珍宝を携えていた事から、略奪を目論んで張光へ「李運らは農業に従事せずに、兵器を整備しております。彼らの意図は謀り難く、機に乗じて殺しておかなければ、必ずや乱を為す事でしょう」と述べると、張光はこれを聞き入れた。
5月、晋邈は兵を率いて李運と王建を討伐した。だが、王建の娘婿である楊虎は残兵を纏めて張光に対抗し、厄水に駐軍した。張光は子の張孟萇に討伐させたが、勝てなかった。その為、張光は仇池の楊茂搜に出兵を要請すると、楊茂搜は子の楊難敵を派遣して援護させた。楊難敵は張光に金銭を求めたが張光は応じず、一方で楊虎は楊難敵に厚く賄賂を贈り、さらに「流民の財宝は尽く張光のもとにあります。我々を討つよりも張光を討つべきかと」と告げた。楊難敵はこれを聞いて大いに喜び、張光の救援を喧伝しながらも密かに楊虎らと内通した。張光は内情を知らずに子の張孟萇、張援に兵を与えて楊虎を討伐させ、楊難敵に後続させた。だが、戦いが始まると楊難敵は張光を裏切り、楊虎と共に晋邈らを挟撃したので、張孟萇・張援は戦死し、張光は退却した。これにより、賊の勢いはさらに盛んになった。張光は城を固守して夏から冬に掛けて防衛を続けた。
9月、張光は憤りにより病を発した。属官や民衆らは、魏興に退く事を勧めたが、張光は剣に手をかけ「我は国の厚恩を受けている立場であり、賊を除くことが出来ないのならば、死して仙人となるだけである。どうして還ることがあろうか」と拒絶し、間もなく亡くなった。享年55であった。民衆らは酷く悲しみ、遠近に関わらず皆これを悼惜した。梁州の人々は子の張邁に州の政治を委ねたが、張邁もまた氐と戦った際に戦死したという。
南平郡太守応詹は都督王敦へ「張光は梁州において困難な状況にあって、よく人々を奮い立たせて威を巴漢の地に振るわせました。中原が傾覆して征鎮は守り切れず、外援もない中にあって、乏しい物資と寡兵をもって数年に渡り多勢を相手に戦い続けたのです。その志を遂げることは叶いませんでしたが、この事を論じて高官を追贈されますよう」と述べたが、王敦は従わなかった。

## 伝記資料
- 『晋書』巻57　列伝27

- 『資治通鑑』巻88